# Santa Helena de Goiás
Santa Helena de Goiás é um município brasileiro do Estado de Goiás. Possui uma área territorial de 1.142,337 km²  e população estimada em 38.492 habitantes, segundo o IBGE 2022. Faz divisa com os municípios de Rio Verde, Acreúna e Maurilândia, estando situada no sudoeste do Estado, a cerca de 200 km da capital, Goiânia, e de 410 km da capital federal, Brasília.

## História
A história de Santa Helena de Goiás começou com a chegada da família do mineiro Custódio Pereira Vêncio, que veio de Buriti Alegre - GO em 1934, com o propósito de adquirir terras para, conforme alguns historiadores, fundar uma nova cidade. Custódio Pereira Vêncio era natural do distrito de Nossa Senhora das Dores do Campo Formoso, termo de Uberaba (atual Campo Florido).
Em 1934 na região do atual município de Santa Helena havia duas fazendas: a São Tomás e a Campo Alegre (ambas pertencentes ao termo de Rio Verde). Segundo o historiador César de Freitas Silva, Custódio P. Vêncio comprou terras na fazenda às margens do ribeirão Campo Alegre. Ele e os moradores da redondeza sonhavam com a fundação de uma cidade e partiram para executar a obra. Ainda de acordo com César Silva, Custódio já tinha até um nome em sua mente para o local: Santa Helena, em homenagem à sua protetora Santa Helena de Constantinopla.
Santa Helena começou a ser construída, efetivamente, no dia 8 de outubro de 1938, quando foi realizado um grande mutirão para desmatar o local da sede do futuro município. Apesar do desejo de seu fundador, no dia 14 de outubro de 1943, a localidade passava a distrito, mas com o nome de Ipeguari, expressão indígena que significa Campo Alegre. 
A emancipação e a adoção do nome atual aconteceu no dia primeiro de janeiro de 1949.

## Formação Administrativa
Distrito criado com a denominação de Ipeguari (ex-povoado de Santa Helena) pelo Decreto-lei Estadual n. 8.305, de 31/12/1943, subordinado ao município de Rio Verde.
Elevado à categoria de município com a denominação de Santa Helena de Goiás pela Lei estadual n. 191, de 20/10/1948, desmembrado-se do município e Rio Verde. 
Dentre os políticos, destaca-se Alcides Rodrigues, ex-Governador do Estado de Goiás, ex-Prefeito do Município de Santa Helena de Goiás, atualmente Deputado Federal.

## Religião
Destaca-se o Reverendíssimo Dom Miguel Pedro Mundo, ex-Bispo da Diocese de Jataí.
Na cidade está localizado o Seminário Menor, São João Maria Vianney, destinado à formação sacerdotal da Diocese de Jataí. 

## Economia
Sua história é marcada pela agropecuária, destacando-se inicialmente com o plantio de arroz, banana e café nas décadas de 1950 e 1960.
Nas décadas de 60, 70 e 80, Santa Helena de Goiás já foi considerada a capital nacional do algodão, sendo que o maior contribuinte para tal título foi a vinda de vários produtores da Alta Mogiana Paulista, Triângulo Mineiro e trabalhadores braçais nordestinos. Vieram por encontrar solo fértil, sendo a cidade um dos ícones em desenvolvimento agrícola, prova disso era a honrada 2ª maior economia do estado, perdendo apenas para a capital Goiânia, isso no auge do Algodão. 
Hoje possui a Fundação-GO que pesquisa variedades de algodão em parceria com a Embrapa e uma empresa de transformação de caroço de algodão em torta, muito útil à alimentação animal, a Guanambi Rações.
Com a expansão das plantações de cana-de-açúcar, a cultura do algodão migrou-se radicalmente para o estado de Mato Grosso e para o oeste da Bahia, o que ocasionou uma grande diminuição do capital circulante no município. Inúmeros trabalhadores dependentes da cultura do algodão tiveram seus empregos extintos e isso causou um aumento do desemprego e abertura de postos de trabalho informal na região. As antigas algodoeiras que saíram de funcionamento estão sendo reaproveitadas em novas construções, como, por exemplo, a vinícola Santa Helena, que funciona em uma algodoeira desativada. 
Prova desta diversificação agrícola é a transformação de um colégio agrícola em uma futura unidade de pesquisa da Embrapa/Uva. Existem também parcerias de pequenos agricultores com empresas ligadas a produção de sucos, doces, compotas, etc. Dando assim o plantio de maracujá, banana, entre outros.
Hoje o município tem como principais indústrias a Italac, a Monsanto (empresa) e uma usina de álcool e açúcar (Usina Santa Helena), controlada pelo Grupo Naoum, com sede em Anápolis. Também está se instalando em Santa Helena um polo de confecções que produzirá diversos tipos de roupas para a Cia. Hering. No ano de 2020, houve a entrada de uma nova indústria no ramo farmacêutico, Walkmed.
Destaca-se o PIB per capita de R$ 41.603,02 (IBGE 2021), e o Índice de Desenvolvimento Humano Municipal - IDHM de 0,724 (IBGE 2010). O município possui 1.161 empresas e outras organizações atuantes (IBGE 2021); 563 estabelecimentos agropecuários (IBGE 2017); 5 agências de instituições financeiras (CEF, BB, Bradesco, Itaú e Santander).

## Trabalho e Rendimento
Salário médio mensal dos trabalhadores formais (IBGE 2021): 2,1 salários mínimos;
Pessoal ocupado (IBGE 2021): 7.487 pessoas;
População ocupada (IBGE 2021): 19,22%; e
Percentual da população com rendimento nominal mensal per capita de até 1/2 salário mínimo (IBGE 2010): 32,9%.

## Educação
O município conta com 18 escolas de ensino fundamental (2021), e 6 escolas de ensino médio (2021).
A cidade conta também com uma unidade da Universidade Estadual de Goiás com 4 cursos, sendo eles Administração, Sistemas de Informações, Matemática e Engenharia Agrícola.

## Saúde
O município conta com 12 estabelecimentos, dentre eles, destaca-se o Hospital Estadual de Santa Helena de Goiás - Dr. Albanir Faleiros Machado (HURSO), que conta com 122 leitos, sendo 10 de UTI adulto e 10 de UTI infantil, direcionado para urgências nas áreas de traumatologia, ortopedia, cirurgia geral, neurocirurgia e exames de média e alta complexidade. Atendendo 27 cidades da região sudoeste, entre elas: Rio Verde, Jataí, Mineiros, São Simão, Paranaiguara, Quirinopólis, Caçu, Maurilândia, Acreúna, Serranopólis, Chapadão do Ceú e Santa Rita do Araguaia. 

## Meio Ambiente
Área urbanizada (IBGE 2019): 12,87 km²  
Esgotamento sanitário adequado (IBGE 2010): 67,1%  
Arborização de vias públicas (IBGE 2010): 91,8%  
Urbanização de vias públicas (IBGE 2010): 22,5%  
Bioma (IBGE 2019): Cerrado  

## Telecomunicações
A cidade possui 4 emissoras de rádio que são: Rádio Ouro Branco FM 102,7, Rádio Santelenense AM 1010, Rádio Nova Paz FM e Rádio Cultura, ambas 87,9 FM. Além de contar com uma emissora de televisão: TV Rios, Canal 17, afiliada a TV Brasil.

## Esporte e Lazer
A cidade é sede do clube de futebol Santa Helena EC (SHEC). Suas cores são o vermelho, branco e preto. É carinhosamente apelidado de Fantasma do Sudoeste. Tem como Estádio o Pedro Romualdo Cabral, com capacidade para 10.000 espectadores. O clube foi vice-campeão do Campeonato Goiano de 2010 e rebaixado à 2ª divisão estadual em 2011; disputa atualmente a 2ª Divisao do campeonato Goiano, devido a posição ruim, posteriormente jogará a 3 divisão do Campeonato Goiano
Destaca-se, ainda, o Clube Recreativo Santa Helena de Goiás, um dos maiores clubes do interior do Estado de Goiás. Possui campos para a prática de esportes como futebol, basquete, vôlei e peteca, além de piscinas adultas e infantis. Também possui sauna, academia, além de atividades desportivas.

## Festas e eventos
Feriados municipais, conforme Lei municipal n. 2.070/2001:
18 de maio - Aniversário da morte do Bispo Dom Miguel Pedro Mundo;
20 de agosto - Padroeira do Município (Santa Helena de Constantinopla); e

20 de outubro - Aniversário de emancipação politico-administrativa do município.